# اسلتر (کنتاکی)
اسلتر (به انگلیسی: Slaughters) شهری در ایالت کنتاکی کشور ایالات متحده آمریکا است که جمعیت آن در سرشماری سال ۲۰۱۰ میلادی، ۲۱۶ نفر بوده‌است.